# ジョージアスポーツ・青少年省
ジョージアスポーツ・青少年省（ジョージアスポーツせいしょうねんしょう、グルジア語: საქართველოს სპორტისა და ახალგაზრდობის საქმეთა სამინისტრო, sakartvelos sportisa da akhalgazrdobis sakmeta saministro）は、ジョージアの内閣においてスポーツ行政及び青少年の育成を主管するジョージアの官庁。 

## 歴史
2010年6月の省庁再編によって創設された。母体となった文化・遺跡保護・スポーツ省は、スポーツ・青少年省とジョージア文化・遺跡保護省に分割された。分割が実施されたのはジョージアにおいて青少年スポーツに重点が置かれたためである。2010年には29,236.4万ラリ、2011年には30,927.6ラリの予算が配分された。

## 脚註
1. ↑  “Georgia/ 3. Competence, decision-making and administration”. 2011年3月17日閲覧。
2. ↑  “The Joint Sitting of the Committee on Sector Economy and Economic Policy the Committee on legal Issues, the Committee on Sports and Youth Issues, and the Committee on Education and Culture”. Parliament of Georgia. (2010年6月28日) 2011年3月17日閲覧。
3. ↑  “Open Society Georgian Foundation. East East: Partnership Beyond Borders Program’s 2011 Strategy”. 2011年3月17日閲覧。
4. ↑  Koka Kalandadze (2010年10月18日). “Georgia’s 10 Most Popular Sports”. The financial.  オリジナルの2011年7月11日時点におけるアーカイブ。 2011年3月17日閲覧。